# 两分领域

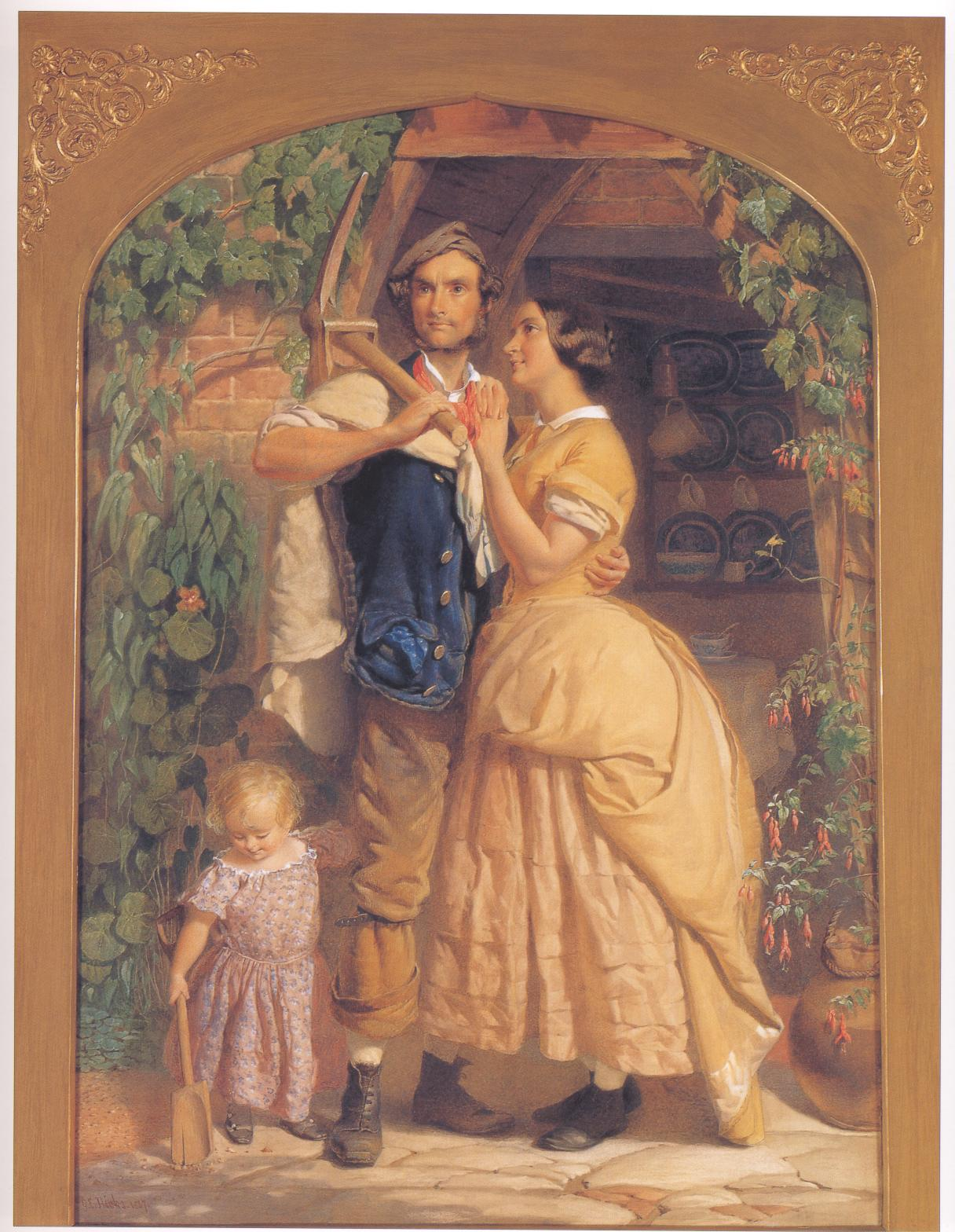
乔治·埃尔加·希克斯（George Elgar Hicks）的《The Sinews of Old England》（1857）描绘了一对夫妇“站在”女性和男性领域之间“徘徊”。

两分领域和家庭公共二分法等术语是指现代社会中的一种社会现象，其特征是：在某种程度上，家庭或私人领域与公共或社会领域之间的经验证据分离。这种观点可能是有争议的，并且通常也被视为支持父权意识形态，这些意识形态试图创造或加强任何此类领域之间的分离，并将女性限制在家庭、私人领域。
不同领域的父权意识形态，主要基于生物学决定的性别角色和、或父权制宗教教义的概念，声称女性应该避免公共领域——政治、有偿劳动、商业和法律的领域。根据这种意识形态，女性的“适当领域”是家庭生活领域，专注于育儿、打理家务和宗教。
在欧洲和北美，第一次工业革命期间出现了独立领域的理想化。然而，作为一种可以观察到的现象，两分领域的存在时间更久。

## 历史
女性应该独立从事家务的观念在西方哲学中已经存在了几个世纪，可以追溯到古希腊。在《政治学》一书中，亚里士多德描述了希腊社会中两个独立的领域，即家庭（oikos）和城市（polis）。有些人将他的观点解释为将女性限制在私人领域，而男性应该占据城邦的公共领域。每个领域都以不同的方式相互重叠。关于男女“适当”角色的争论贯穿了整个古代。
两分领域的现代意识形态是在工业革命之后出现的。在西方世界工业化之前，家庭成员并肩工作，工作场所主要位于家中及其周围。随着从家庭生产转向工厂生产，男性离开家出卖劳动力获取工资，而女性则留在家里从事无偿家务劳动。不同的领域意识形态反映并推动了这些变化。与此同时，启蒙运动和法国大革命帮助传播了自由、平等和政治权利的理念，但实际上女性被剥夺了这些权利，她们被视为属于不同的社会领域。奥兰普·德古热 （Olympe de Gouges）、玛丽·沃斯通克拉夫特 （Mary Wollstonecraft） 和露西·斯通 （Lucy Stone） 等女权主义作家要求男女享有政治平等，并对将女性完全局限于家庭领域的“独立领域”思想提出了尖锐的批评。弗里德里希·恩格斯 （Friedrich Engels） 和卡尔·马克思 （Karl Marx） 等理论家认为，随着资本主义的兴起，家庭失去了对生产资料的控制，因此成为一个私人的、独立的领域。恩格斯认为，结果，女性被排除在直接参与生产过程之外，从而被降级到从属的家庭领域。
另一位对现代“独立领域”思想的主要评论家是法国政治思想家亚历克西斯·德·托克维尔。在1840年出版的《民主在美国》一书中，托克维尔在题为“美国人如何理解性别平等”的一章中写道：“没有哪个国家像美国这样，一直在为两性寻找两条截然不同的行动路线，并使他们彼此保持同步他指出，尤其是已婚妇女受到许多限制，还指出“妇女的独立性因为婚姻的束缚而无法挽回地丧失了”，并补充说，“在美国，公众无情的意见小心翼翼地将妇女限制在家庭利益和责任的狭隘范围内，并禁止她们越过这一范围。”托克维尔认为男女两分的领域是一种积极的发展：
虽然美国女性被限制在家庭生活的狭隘圈子里，她们的处境在某些方面是极度依赖的，但我从未见过女性占据更高的地位；如果有人问我…我的回答是，那个民族的独特繁荣和日益增长的力量，主要应该归功于他们女性的优越性。
贝蒂·弗里丹（Betty Friedan）的《女性的奥秘》（The Feminine Mystique, 1963）断言，女性被迫依赖丈夫和孩子作为她们身份的唯一来源，这是一种历史建构的压迫性范式，而不是任何“内在”倾向。历史学家芭芭拉·韦尔特借鉴弗里丹的观点，提出了一种“对真正女性的崇拜”，这是19世纪中上层阶级普遍存在的一种女性气质理想。“真正的女人”应该是虔诚、纯洁、顺从的和居家的。特别是居家，被认为是一种值得称赞的美德，因为家被认为是女人的专属领域。与托克维尔不同的是，韦尔特和其他20世纪的历史学家对两分领域的意识形态持批评态度，认为这是女性受到诋毁的根源。
在《女性、文化与社会》（1974）一书中，米歇尔·罗萨尔多强调，这些独立的领域可以用二分法来解释，也就是说，这些以性别为导向的领域被视为完全独立的，这只会强化性别分离和不平等的意识形态。与分配给女性的活动相比，分配给男性的活动被认为更有价值，对社会贡献更大。相反，女性所谓的家务和抚养孩子的简单角色价值被低估了。罗萨尔多认为，两性之间的“普遍不对称”是导致这些分离出现的主要原因。这一模式主要关注的是女性在历史上和不同文化中相对于男性的代际从属地位，以非黑即白的方式定义家庭和公共领域。
这个早期的模型受到了该领域研究人员的质疑，他们声称这些领域不能用如此简单的术语来概括。《女性、文化与社会》的联合编辑兰菲尔分解了罗萨尔多的模型，并从不同的角度讨论了这些领域。兰菲尔没有假设普遍的不对称，而是考虑了世界各地的各种社会。即使在一些将妇女置于极端从属地位的中东文化中，这种模式也不容易应用。这是因为家庭和公共领域在某种程度上几乎总是重叠的，不管文化上女性是否顺从甚至是平等主义。女性进入公共场所是为了履行属于其家庭责任的义务。男性必须回到私人或家庭空间，最终从公共领域把劳动的战利品带回家。从这个意义上说，性别意识形态创造和实施了两个独立的领域；但它们并不是二分法的。相反，它们在社会中形成了一个完整的生活系统，只是在不同文化的强度水平上有所不同。
根据卡里·富兰克林（Cary Franklin）的说法，20世纪60年代中期的女权运动开始，为了实现真正的两性平等，有必要制定法律来超越简单的独立领域模型，解决“跨领域影响”。1966年，全国妇女组织（NOW）通过改变家庭相关法规，推动妇女在社会和职场的平等。妇女组织强调必须着重从结构上改变家庭领域，以便在教育和工作场所领域创造性别平等。家庭领域起着催化剂的作用，因为：除非它发生改变，否则女性根本无法获得男性已经拥有的机会。富兰克林还指出，60年代和70年代美国人口中的性别不平等是第二次重建时期民权法规的主要贡献者。
圣母大学（Notre Dame）的人类学家黛博拉·罗特曼（Deborah Rotman）分析了19世纪末和20世纪初马萨诸塞州迪尔菲尔德（Deerfield）居民的这种独立领域概念。在这个社区中，通过“适当的分配”，男女之间有明显的区分，其中女性被赋予家庭住所或领域，而男性被赋予“具有经济生产力的农业土地”。如果农业在给定的农业空间中耗尽，男性就会离开女性迁移出去。随着男性外出工作，女性开始适应经济环境，并在公共领域获得更多机会，因为所有男性都在其他地方工作。这些妇女很快在迪尔菲尔德的公共和私人领域担任各种角色。随着平等权利成为迪尔菲尔德意识形态框架的一部分，女性发现自己可以像男性一样在学校董事会中投票，参与市政供水项目和筹款。尽管19世纪末和20世纪初的传统观念认为公共领域和私人领域是完全分开的，但迪尔菲尔德社区挑战了这些“家庭生活的二分法”，并为男女平等铺平了道路。

## 影响

### 生物决定论
女性和男性领域的分离在很大程度上受到生物决定论的影响，生物决定论认为女性和男性由于其生物和基因组成而天生地适合不同的社会角色。生物决定论的思想在启蒙时代和让-雅克·卢梭这样的思想家中很流行，卢梭认为女性天生与男性不同，应该致力于生育和家庭生活。女性被认为是被动的，依赖于男性，并因为女性的生育能力，不适合家庭领域以外的生活。卢梭在《爱弥儿》（《论教育》）中描述了女性的主要职责，他说：“女性的整个教育应该根据与男性的关系来规划。取悦男性，对他们有用，赢得他们的爱和尊重，并把他们当作孩子抚养，把他们当成年人照顾，纠正和安慰他们，使他们的生活甜蜜而愉快；这些都是女性在所有年龄段的责任，也是她们从小就应该被教导的。”
在整个进步时代，关于性别固有差异的流行观念仍然深深植根于大众意识中。然而，到20世纪初，持不同意见的人类学家和其他社会科学家开始挑战人类行为的生物学决定，揭示了男女之间的巨大相似之性，并提出许多性别差异是因为社会建构。尽管有这些新的见解和社会经济的变化，例如女性进入劳动力市场，但不同领域的意识形态并没有消失。

### 其他影响
文化和法律安排加强了将女性限制在私人领域，例如缺乏女性选举权，法律禁止女性从事医学和法律等职业，以及不鼓励女性接受高等教育。
反对女性参政的人对领域分离有着强烈支持，他们依靠固有的性别差异的概念来论证女性不适合参与政治。19世纪末和20世纪初，美国的反女权主义男性团体通过倡导回归严格的领域划分来应对社会变化和性别关系的转变，以防止女性在公共领域与男性竞争。
同样，基督教基要主义者支持独立领域的意识形态，反对女性选举权以及其他扩大女性在公共领域影响力的尝试。神学保守主义已被发现对独立领域意识形态的认可有稳定的影响。福音主义领袖宣扬一种强化性别分裂的女性观念。托马斯·吉斯本的《女性职责的探究》（1797）和亨利·维恩的《男性的完全义务》（1763）是两本流行的福音主义著作，它们描述了男性和女性的正确行为，认为女性的主要责任是照顾她的家庭成员并服从她的丈夫。

## 影响
凯西·罗斯在她的论文《独立领域还是共享领地》中指出，独立领域意识形态对女性生活的影响是摸棱两可的。她认为，虽然“很明显，女性应该是从属的，家庭和孩子是她们的领域”，但领域的分离使女性能够“在家庭生活的共同基础上，以姐妹情谊、团结一致的方式向其他妇女伸出援手”。
不同领域的意识形态促成了对男女同校的抵制和性别教育机构的出现，例如高等教育中的女子神学院和女子大学以及继续教育中的女性俱乐部运动。教师作为一种女性职业的兴起，也与不用领域的意识形态密切相关，因为女性开始被认为在课堂管理方面具有独特的技能。在19世纪后期的男女同校大学里，领域的分离促成了家政学作为女性领域的高级研究领域而出现，而女性院长往往是男女同校机构中唯一的高级女性管理人员。
尽管它为女性的学术和职业发展创造了空间，但领域分离也为将女性排除在未明确标记领域之外而提供了借口。因此，许多有才华的女科学家被迫担任家政学教授，而不是她们的主要领域的教授。一些女性教育工作者即使在分离的框架内工作时也抵制这种模式化。从1866年到1950年，女子学校夏默学院的创始人弗朗西丝·伍德·夏默坚持“赞成男女同校”的观点，她的学校里年轻的男性也应该受到同等的教育。在21世纪，领域分离的遗留问题仍具有持久的影响，使各种学术和专业领域永久地划分为性别领域。

## 最近的评论
2013年，阿肯色州立大学的杰奎琳·亨克（Jacqueline Henke）进行了一项研究，探索了美国独立领域模式的历史。亨克指出，在1820年至1860年间（这一时期曾被称为独立领域的开端），三种育儿模式在双亲、母亲、父亲家庭中很常见：
1. 养育子女的义务完全是母亲的责任
2. 养育子女的责任分为父亲的责任和母亲的责任
3. 父母平等地分担养育子女的责任

根据亨克的说法，这个时代的许多育儿书籍都建议母亲应该对孩子承担主要责任。然而，一些育儿书籍认为，母亲和父亲应该分别承担抚养孩子的责任，或者完全平等地分担抚养孩子的责任。亨克认为，即使在家庭意识形态的鼎盛时期和独立领域的萌芽时期，育儿建议也不是一成不变的。此外，在那个时代，实际上父母育儿责任和家庭生活比育儿书籍的理想更多样化。